# Generation Terrorists
Generation Terrorists – debiutancki album walijskiego zespołu rockowego Manic Street Preachers, wydany w 1992 roku.

## Lista utworów
1. "Slash N' Burn" – 3:59
2. "Nat West - Barclays - Midlands - Lloyds" – 4.32
3. "Born to End" – 3:55
4. "Motorcycle Emptiness" – 6:08
5. "You Love Us" – 4:18
6. "Love's Sweet Exile" – 3:29
7. "Little Baby Nothing" – 4:59
8. "Repeat (Stars and Stripes)" – 4:09
9. "Tennessee" – 3:06
10. "Another Invented Disease" – 3:24
11. "Stay Beautiful" – 3:10
12. "So Dead" – 4:28
13. "Repeat (UK)" – 3:09
14. "Spectators of Suicide" – 4:40
15. "Damn Dog" – 1:52
16. "Crucifix Kiss" – 3:39
17. "Methadone Pretty" – 3:57
18. "Condemned to Rock 'N' Roll" – 6:06

## Single
- "Stay Beautiful" (1991)
- "Love's Sweet Exile/Repeat" (1991)
- "You Love Us" (1991)
- "Slash N' Burn" (1991)
- "Motorcycle Emptiness (1992)